# バックラッシュ (社会学)
バックラッシュ（英語: backlash）とは、ある流れに対する反動、揺り戻しである。政治的または思想的反発、反感の意味でも用いられる。人種平等、LGBTの権利、社会福祉などの人権活動に対する反動についても用いられるが、特に男女平等や男女共同参画、反ジェンダー運動・勢力に用いられる。これはジェンダーフリーに対してジェンダー・バックラッシュともいう。
本項においては、ジェンダーに関するバックラッシュについて解説する。

## アメリカ合衆国
アメリカ合衆国では、1970年代には平等権憲法修正条項（ERA）と呼ばれる性差別を明示的に禁止する憲法修正案に対して批准反対運動が起きた。
『バックラッシュ』の著者であるスーザン・ファルーディによるとジェンダー・バックラッシュと呼ばれる動きはアメリカ合衆国においては1980年代から顕著にみられるようになったとされる。1980年代末に一部の聖職者や伝導師たちが先導した反フェミニズム運動がもとになっているとされる。
アメリカ合衆国議会でのバックラッシュ派の活動としてファミリー・プロテクション・アクト法案の提出などがあり、男女の教育の平等を奨励する連邦法の改正やスポーツや課外活動での男女共学の禁止などがそれに該る。

## 日本
日本においては存否や態様について様々意見され関連する訴訟なども生じている。
山口智美は、日本時事評論社がフェミニズムへのバックラッシュのいわばリーダー的な役割をはたしているとした。日本女性学会はジェンダーフリーと共産主義は支持する人が重なっていたとしても偶然であり、別の思想であるとしている。また、山口智美らはバックラッシュとされる人達が主張する過激な性教育の多くが事実に基づかない誇張であるとしている。
八木秀次らは、ジェンダーフリー運動を左翼活動であるとし、ジェンダーフリーは連合赤軍の思想そのものと主張している。『産経新聞』、『正論』や『世界日報』は、反共、ジェンダーフリーや過激な性教育を批判した。

### 平成16年大阪府訴訟
2004年3月、大阪府豊中市は、男女共同参画推進センター『すてっぷ』の非常勤の館長・三井マリ子を雇止した。12月、三井は、不当な雇止として同市と施設の管理財団を提訴し、この裁判をバックラッシュ裁判と呼んだ。
2007年9月、一審の大阪地裁はこの訴えを棄却した。原告は大阪高裁に控訴し、雇止が人格権の侵害にあたると主張した。2010年3月、原告が勝訴。大阪高裁は一審判決を破棄。豊中市が三井の行動に反対する勢力の組織的な攻撃に屈した、説明をせずに常勤化・非常勤雇止を行ったのは人格権の侵害にあたると認定し、市に150万円の賠償を命じた。

### 歴史
山口智美らによると、日本では1990年代頃から2000年代前半にかけ、日本会議や神道政治連盟などの団体がジェンダーフリーや過激な性教育及び選択的夫婦別姓制度導入などに対する反対運動を行うようになったとされる。
2004年大阪府の男女共同参画に関する職員の雇用に関する訴訟が断続し、2010年に訴えが認められた。
2005年七生養護学校事件を機に安倍晋三が座長、山谷えり子が事務局長を務めた過激な性教育・ジェンダーフリー教育実態調査プロジェクトチームが発足し、夫婦別姓、男女共同参画条例、性教育、男女混合名簿などに異議を唱えた。

## ジェンダー研究との関係
「ジェンダー研究」そのものが「バックラッシュ」だという見解がある。これは「ジェンダー研究」が生得的な「女性」「男性」という性の概念を相対化して個の無限のグラデーションとしてしまい、フェミニズムそのものの存立を危うくする言説だ、との見方によるものである。性が社会的かつ後天的に成立するものならば、もはやフェミニズムが地位を向上させるべき「女性」なる主体が存在しない、ということになってしまうからである。したがってフェミニズムには、「ジェンダー研究」のことをバックラッシュだとみなす考えがある。